# Bracon clanes
Bracon clanes är en stekelart som först beskrevs av Cameron 1904.  Bracon clanes ingår i släktet Bracon och familjen bracksteklar. Inga underarter finns listade.